# Aleqa Hammond
Aleqa Hammond, född 23 september 1965 i Narsaq, är en grönländsk politiker, och tidigare medlem av partiet Siumut. Från april 2013 till september 2014 var hon Landsstyreformand (regeringschef på Grönland). 
Aleqa Hammond är dotter till Piitaraq Johansen och Ane Marie Hammond, och är uppvuxen i Uummannaq. Hennes far dog när hans släde gick genom isen under jakt, när hon var sju år gammal. Hon utbildade sig i Aasiaat på Grönland, 1989-91 på Nunavut Arctic College i Iqaluit i Kanada och ett par år på Grönlands universitet (Ilisimatusarfik). Hon var turistchef i Qaqortoq 2004-2005.
Aleqa Hammond var landsstyremedlem för familje- och rättsfrågor 2005-07, och finans- och utrikesminister 2007-08. Hon valdes in i Grönlands landsting 2008.  2009 blev hon partiledare, och kunde efter valet i mars 2013 bilda regering i koalition med  Atassut och Partii Inuit. När det uppdagades att hon använt 106 000 kronor ur självstyrets kassa för privata ändamål   avgick hon som regeringschef och partiledare, och efterträddes på båda posterna av Kim Kielsen. Vid valet till Folketinget 18 juni 2015 var hon Siumuts kandidat, och blev invald. Hon uteslöts sedan ur Siumut men valde att stanna kvar i Folketinget.  
Aleqa Hammond är sambo med Tom Ostermann.